# Tramwaje w Lutomiersku
Tramwaje w Lutomiersku – nieczynny fragment komunikacji tramwajowej aglomeracji łódzkiej w mieście Lutomiersk funkcjonujący od 1 lipca 1929 roku do 2 marca 2019 roku.

## Historia
Uruchomienie tramwaju do Lutomierska z Łodzi nastąpiło 1 lipca 1929 roku. Początkowo trasa kończyła się przed rzeką Ner, gdzie znajdowała się pętla w formie mijanki na rozwidleniu dróg do Aleksandrowa Łódzkiego, Kazimierza oraz Lutomierska, jednak wkrótce potem rozpoczęto budowę mostu nad rzeką Ner w celu wydłużenia linii do centrum miasta. Elementy mostu były transportowane do Pabianic koleją, skąd następował przeładunek na tramwajowe wagony towarowe, którymi były potem przewożone na plac budowy. Za budowę mostu odpowiadała firma Zieleniewski i Fitzner-Gamper z Krakowa. 4 sierpnia 1931 roku nastąpiły próby obciążeniowe oraz odbiór mostu. Tramwaje na rynek Lutomierska uruchomiono we wrześniu bieżącego roku, wówczas zlikwidowano pętlę na rozwidleniu dróg za rzeką.

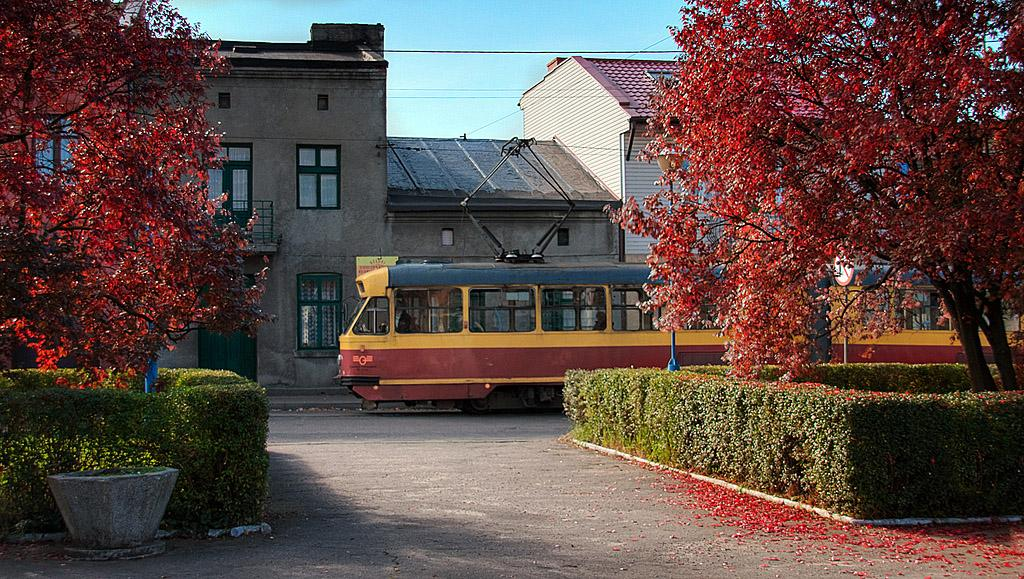
Tramwaj linii 43 na rynku w Lutomiersku

Po zakończeniu II wojny światowej powrócono do koncepcji wybudowania pętli tramwajowej na rynku, jednak projekt ten okazał się niemożliwy do realizacji w związku niedopasowaniem do ukształtowania terenu, dlatego przedwojenny projekt zmieniono. Zdecydowano się wybudować szerszą pętlę do rynku wraz z fragmentem torów przez ulicę Kilińskiego, którą otwarto w latach 50. Z dniem 1 stycznia 1956 roku linię lutomierską oznaczono numerem 43.
2 marca 2019 roku fragment Lutomierskiej sieci tramwajowej został zamknięty z powodu złego stanu torowiska.

## Przyszłość
Od 2021 roku miasto deklaruje chęć przywrócenia połączeń tramwajowych, jednakże na przeszkodzie stoi spór między gminą Konstantynów Łódzki, a Lutomiersk w sprawie finansowania i działań wobec projektu dokumentacji sieci tramwajowej.